# Ana Paula Vázquez
Ana Paula Vázquez (n. 5 octombrie 2000, Ramos Arizpe⁠(d), Coahuila de Zaragoza, Mexic) este o sportivă ce a reprezentat Mexic, medaliată olimpică. A participat la 2 ediții ale Jocurilor Olimpice (2020, 2024) în care a câștigat o medalie de bronz.